# Louis de France (1704-1705)
Pour les articles homonymes, voir Louis de France.
Louis de France est le fils aîné de Louis de France et de Marie-Adélaïde de Savoie. Il naît le 25 juin 1704 au château de Versailles. Il meurt le 13 avril 1705 à moins d'un an.
A ne pas confondre avec Louis de France ou Louis de Bourbon.

## Biographie

Le baptême du duc de Bretagne (25 juin 1704).

Louis de France naît au château de Versailles le 25 juin 1704, il est le fils de Marie-Adélaïde de Savoie, et de Louis de France, il est l'arrière-petit-fils du roi Louis XIV qui lui donne le titre de duc de Bretagne.À ce moment-là, Louis XIV avait 66 ans et, pour la première fois, il tenait dans ses bras un arrière-petit-fils royal, héritier de son trône et de son vaste royaume. Louis était alors le premier arrière-petit-fils du roi.
Pendant toute sa vie, Louis était troisième dans l'ordre de succession au trône, après son père et son grand-père.
La naissance fut célébrée par une grande fête organisée à Marly. Le roi offrit à sa belle-fille, Marie-Adélaïde, de splendides présents. Le peuple de Paris se livra à des scènes d'enthousiasme frénétique. Une somme d'argent colossale fut dépensée, alors que le pays en avait un besoin crucial pour la guerre, qui se déroulait sans gloire pour la France.
Sa gouvernante est la duchesse de Cardona, Madame de La Mothe-Houdancourt ( elle-même mère de deux futures gouvernantes : la duchesse de La Ferté-Senneterre, qui remplaça sa mère un temps, et la duchesse de Ventadour, gouvernante du futur Louis XVI. ) Il a deux frères, Louis, qui lui succèdera comme duc de Bretagne, et le futur Louis XV, nommé duc d'Anjou.
À la cour, tout se poursuivait comme si l'honneur de la France n'était pas en jeu. L'enfant devint la principale préoccupation.
Il ne reçut jamais la cérémonie publique du baptême et vécut ainsi que mourut sans porter de nom officiel, étant simplement connu sous le titre de duc de Bretagne.
Il s'éteignit le 13 avril 1705, laissant ses parents plongés dans le désespoir.

## Ascendance
| Monseigneur le Grand Dauphin | Monseigneur le Grand Dauphin | Monseigneur le Grand Dauphin | Monseigneur le Grand Dauphin | Monseigneur le Grand Dauphin | Monseigneur le Grand Dauphin |                  |                  | Marie-Anne-Christine-Victoire de Bavière | Marie-Anne-Christine-Victoire de Bavière | Marie-Anne-Christine-Victoire de Bavière | Marie-Anne-Christine-Victoire de Bavière | Marie-Anne-Christine-Victoire de Bavière | Marie-Anne-Christine-Victoire de Bavière |                 |  |  |  |  |  | Victor-Amédée II de Savoie | Victor-Amédée II de Savoie | Victor-Amédée II de Savoie | Victor-Amédée II de Savoie | Victor-Amédée II de Savoie | Victor-Amédée II de Savoie |                          |                          | Mademoiselle de Valois   | Mademoiselle de Valois   | Mademoiselle de Valois | Mademoiselle de Valois | Mademoiselle de Valois | Mademoiselle de Valois |  |  |  |  |  |  |  |  |  |  |  |  |  |  |  |  |  |  |  |  |  |  |  |  |  |  |
| Monseigneur le Grand Dauphin | Monseigneur le Grand Dauphin | Monseigneur le Grand Dauphin | Monseigneur le Grand Dauphin | Monseigneur le Grand Dauphin | Monseigneur le Grand Dauphin |                  |                  | Marie-Anne-Christine-Victoire de Bavière | Marie-Anne-Christine-Victoire de Bavière | Marie-Anne-Christine-Victoire de Bavière | Marie-Anne-Christine-Victoire de Bavière | Marie-Anne-Christine-Victoire de Bavière | Marie-Anne-Christine-Victoire de Bavière |                 |  |  |  |  |  | Victor-Amédée II de Savoie | Victor-Amédée II de Savoie | Victor-Amédée II de Savoie | Victor-Amédée II de Savoie | Victor-Amédée II de Savoie | Victor-Amédée II de Savoie |                          |                          | Mademoiselle de Valois   | Mademoiselle de Valois   | Mademoiselle de Valois | Mademoiselle de Valois | Mademoiselle de Valois | Mademoiselle de Valois |  |  |  |  |  |  |  |  |  |  |  |  |  |  |  |  |  |  |  |  |  |  |  |  |  |  |
|                              |                              |                              |                              |                              |                              |                  |                  |                                          |                                          |                                          |                                          |                                          |                                          |                 |  |  |  |  |  |                            |                            |                            |                            |                            |                            |                          |                          |                          |                          |                        |                        |                        |                        |  |  |  |  |  |  |  |  |  |  |  |  |  |  |  |  |  |  |  |  |  |  |  |  |  |  |
|                              |                              |                              |                              | Le Petit Dauphin             | Le Petit Dauphin             | Le Petit Dauphin | Le Petit Dauphin | Le Petit Dauphin                         | Le Petit Dauphin                         |                                          |                                          |                                          |                                          |                 |  |  |  |  |  |                            |                            |                            |                            | Marie-Adélaïde de Savoie   | Marie-Adélaïde de Savoie   | Marie-Adélaïde de Savoie | Marie-Adélaïde de Savoie | Marie-Adélaïde de Savoie | Marie-Adélaïde de Savoie |                        |                        |                        |                        |  |  |  |  |  |  |  |  |  |  |  |  |  |  |  |  |  |  |  |  |  |  |  |  |  |  |
|                              |                              |                              |                              | Le Petit Dauphin             | Le Petit Dauphin             | Le Petit Dauphin | Le Petit Dauphin | Le Petit Dauphin                         | Le Petit Dauphin                         |                                          |                                          |                                          |                                          |                 |  |  |  |  |  |                            |                            |                            |                            | Marie-Adélaïde de Savoie   | Marie-Adélaïde de Savoie   | Marie-Adélaïde de Savoie | Marie-Adélaïde de Savoie | Marie-Adélaïde de Savoie | Marie-Adélaïde de Savoie |                        |                        |                        |                        |  |  |  |  |  |  |  |  |  |  |  |  |  |  |  |  |  |  |  |  |  |  |  |  |  |  |
|                              |                              |                              |                              |                              |                              |                  |                  |                                          |                                          |                                          |                                          |                                          |                                          |                 |  |  |  |  |  |                            |                            |                            |                            |                            |                            |                          |                          |                          |                          |                        |                        |                        |                        |  |  |  |  |  |  |  |  |  |  |  |  |  |  |  |  |  |  |  |  |  |  |  |  |  |  |
|                              |                              |                              |                              |                              |                              |                  |                  |                                          |                                          |                                          |                                          |                                          |                                          | Louis de France |  |  |  |  |  |                            |                            |                            |                            |                            |                            |                          |                          |                          |                          |                        |                        |                        |                        |  |  |  |  |  |  |  |  |  |  |  |  |  |  |  |  |  |  |  |  |  |  |  |  |  |  |